# Světlá (přírodní rezervace)
Světlá je přírodní rezervace na Šumavě v blízkosti státní hranice s Rakouskem. Nachází se v katastrálním území Jasánky, asi osm kilometrů jihozápadně od Přední Výtoně v okrese Český Krumlov v Jihočeském kraji. Rezervaci tvoří mozaika lučních a lesních společenstev podél potoka Světlá. 

## Historie
Okolní krajina byla osídlena od čtrnáctého století. Pozemky v rezervaci sloužily především jakou louky, v menší míře jako pastviny a na výše položených svazích bývala pole. Po vysídlení Němců z Československa hospodaření ustalo a území bylo ponecháno přirozenému vývoji. Bývalé obhospodařování naznačují jen kamenné snosy. Severně od rezervace stávala vesnice Jasánky a severně od východní části území bývala vesnice Rychnůvek.
Chráněné území vyhlásila Správa CHKO Šumava v kategorii přírodní rezervace s účinností od 14. srpna 2013. Od roku 1963 bylo území chráněno v rámci chráněné krajinné oblasti Šumava, od roku 2004 je součástí ptačí oblasti Šumava a od roku 2005 také evropsky významné lokality Šumava.

## Přírodní poměry
Přírodní rezervace s rozlohou 47,25 hektaru leží v katastrálním území Jasánky, které je součástí obce Přední Výtoň v Jihočeském kraji. Nachází se na Šumavě v nadmořské výšce 655–755 metrů. Na západě na rezervaci navazuje přírodní památka Jasánky.

### Abiotické poměry
V geologickém podloží se nalézají karbonské granity moldanubického plutonu, které jsou v údolní nivě překryty holocennmi sedimenty. 
V geomorfologickém členění Česka přírodní rezervace leží na Šumavě, konkrétně v jejím podcelku Trojmezenská hornatina a okrsku Vítkokamenská hornatina. Reliéf je v horní části spíše plochý, zatímco níže po proudu potoka přechází do hluboce zaříznutého údolí s prudkými svahy. Úsou území je potok Světlá, který v rezervaci meandruje, má velký sklon a kamenité, štěrkové a místy písčité dno. V nivě se vyvinuly půdní typy gleje a pseudogleje, zatímco svahy pokrývá kyselá kambizem.
V rámci Quittovy klasifikace podnebí rezervace leží v chladné oblasti CH7, pro kterou jsou typické průměrné teploty −3 až −4 °C v lednu a 15–16 °C v červenci. Roční úhrn srážek dosahuje 850–1000 milimetrů, sníh zde leží 100–120 dní v roce. Mrazových dnů bývá 140–160, zatímco letních dnů jen deset až třicet.

### Flóra
Předmětem ochrany je mozaika ekosystémů podél přirozeně meandrujícího vodního toku. Přímo v korytě potoka je chráněna makrofytní vegetace vodních toků. Na potok navazují údolní jasanovo-olšové luhy vyvinuté sekundární sukcesí na bývalých zemědělských půdách. Cílem ochrany je dosažení jejich rozlohy v rezervaci o velikosti 7,5 hektarů. Světliny mezi olšinami vyplňují vlhká tužebníková lada. Ve vyšších polohách se sekundární sukcesí vyvinula společenstva pionýrských dřevin s rozvinutou druhovou, věkovou a prostorovou skladbou. K rezervaci byly připojeny také mezofilní ovsíkové louky. Cílem ochrany ekosystémů je ponechat je přirozenému vývoji a v případě potřeby potlačovat invazní druhy rostlin.
Z ohrožených druhů rostlin v olšinách a tužebníkových ladech hojně roste pryskyřník omějolistý (Ranunculus aconitifolius), v mezofilních loukách se objevuje vemeník zelenavý (Platanthera chlorantha) a zvonečník černý (Phyteuma nigrum). Na jediném místě byla roku 2021 zaznamenána vachta trojlistá (Menyanthes trifoliata) a v nálezové databázi je k roku 2004 uveden také vemeník dvoulistý (Platanthera bifolia).

### Fauna
Rezervace umožňuje výskyt řady hmyzích druhů, především motýlů. Stabilní populaci v ní má batolec červený (Apatura ilia) a batolec duhový (Apatura iris). Ve zranitelném až špatném stavu byly roku 2019 populace modráska bahenního (Phengaris nausithous) a modráska očkovaného (Phengaris teleius). V desítkách až stovkách jedinců byli zaznamenáni hnědásek jitrocelový (Melitaea athalia), modrásek ušlechtilý (Polyommatus amandus), okáč rosičkový (Erebia medusa), perleťovec dvanáctitečný (Boloria selene) a v menších počtech bělopásek topolový (Limenitis populi), modrásek lesní (Cyaniris semiargus), ohniváček černočárný (Lycaena dispar), ohniváček modrolemý (Lycaena hippothoe), otakárek fenyklový (Papilio machaon) a perleťovec mokřadní (Boloria eunomia). Nálezová databáze uvádí v roce 2022 také strakáče březového (Endromis versicolora) a roku 2013 brouka zlatohlávka tmavého (Oxythyrea funesta).
V potoce se vyskytuje vranka obecná (Cottus gobio) a vodní tok poskytuje vhodné prostředí pro výskyt mihule potoční (Lampetra planeri), byť nebyla v roce 2022 zaznamenána. Drobné obratlovce v rezervaci zastupují ještěrka obecná (Lacerta agilis), ještěrka živorodá (Zootoca vivipara) a skokan hnědý (Rana temporaria).
Z ptáků byli v letech 2008–2021 pozorováni silně ohrožené druhy bekasina otavní (Gallinago gallinago), holub doupňák (Columba oenas), chřástal polní (Crex crex), jeřábek lesní (Tetrastes bonasia), kulíšek nejmenší (Glaucidium passerinum), skřivan lesní (Lullula arborea) a sýc rousný (Aegolius funereus). Z méně ohrožených druhů to byli bramborníček hnědý (Saxicola rubetra), krkavec velký (Corvus corax), ořešník kropenatý (Nucifraga caryocatactes), sluka lesní (Scolopax rusticola) a ťuhýk obecný (Lanius collurio). Kromě nich byli zaznamenáni také datel černý (Dryocopus martius), lejsek černohlavý (Ficedula hypoleuca), linduška luční (Anthus pratensis) a vrána černá (Corvus corone).
Přímo v potoce a jeho okolí jsou patrné projevy činnosti bobra evropského (Castor fiber) a pravidelně se zde vyskytuje vydra říční (Lutra lutra).  Rezervace patří k širšímu teritoriu losa evropského (Alces alces), rysa ostrovida (Lynx lynx) a vlka obecného (Canis lupus).